# Alicja Wrona-Kutrzepa
Alicja Wrona-Kutrzepa (* 11. Januar 1996 als Alicja Wrona) ist eine polnische Leichtathletin, die sich auf den Sprint spezialisiert hat.

## Sportliche Laufbahn
Erste internationale Erfahrungen sammelte Alicja Wrona-Kutrzepa im Jahr 2015, als sie bei den Junioreneuropameisterschaften in Eskilstuna in 23,61 s den fünften Platz im 200-Meter-Lauf belegte und der polnischen 4-mal-100-Meter-Staffel zum Finaleinzug verhalf, womit sie zum Gewinn der Silbermedaille beitrug. 2019 schied sie bei der Sommer-Universiade in Neapel mit 24,22 s in der ersten Runde über 200 Meter aus und mit der 4-mal-400-Meter-Staffel gelangte sie mit 3:34,04 min auf Rang vier. 2023 gewann sie bei den Halleneuropameisterschaften in Istanbul in 3:29,31 min gemeinsam mit Anna Kiełbasińska, Marika Popowicz-Drapała und Anna Pałys die Bronzemedaille hinter den Teams aus den Niederlanden und Italien. Im August belegte sie bei den Weltmeisterschaften in Budapest in 3:24,93 min den sechsten Platz im Staffelbewerb. Bei den World Athletics Relays 2024 auf den Bahamas sicherte sie der polnischen Frauenstaffel den Einzug in die Finalrunde und im August wurde sie bei den Olympischen Sommerspielen in Paris in 3:12,39 min Siebte in der Mixed-Staffel. Zudem schied sie mit der Frauenstaffel mit 3:26,69 min im Vorlauf aus.
2015 wurde Wrona-Kutrzepa polnische Meisterin in der 4-mal-100-Meter-Staffel und 2021 und 2022 wurde sie Hallenmeisterin in der 4-mal-400-Meter-Staffel.

## Persönliche Bestleistungen
- 200 Meter: 23,54 s (−1,2 m/s), 21. Mai 2023 in Posen
  - 200 Meter (Halle): 23,83 s, 28. Januar 2023 in Rzeszów
- 400 Meter: 52,71 s,28. Mai 2023 in Lublin
  - 400 Meter (Halle): 53,56 s, 19. Februar 2023 in Toruń